# Adela de Flandra
Adela de Flandra (n. cca. 1064 – d. aprilie 1115), numită și Ailanda, a fost regină a Danemarcei, ducesă de Apulia și mamă a contelui Carol I de Flandra.

## Biografie
Adela s-a născut ca fiică a contelui Robert I de Flandra si a Gertrudei de Saxonia.
În anul 1080, ea s-a căsătorit cu regele Canut al IV-lea al Danemarcei, cu care a avut trei copii: un fiu, viitorul conte Carol "cel Bun" de Flandra și două gemene, Cecilia și Ingeborg (născute în jur de 1085/1086). După asasinarea regelui Canut, în 1086, ea a revenit în Flandra împreună cu fiul ei Carol, lăsându-le pe cele două fiice în Danemarca.
Până în anul 1092 Adela de Flandra a locuit la curtea tatălui ei și apoi a fratelui său Robert al II-lea, după care a plecat în Italia unde s-a căsătorit cu normandul Roger Borsa, duce de Apulia. Noului soț i-a născut trei copii: Ludovic (decedat de tânăr, în 1094), viitorul duce de Apulia Guillaume al II-lea și Guiscard (decedat din copilărie, în 1108). După moartea lui Roger Borsa, în 1111, și până în 1114 ea a fost regentă pentru succesorul lor, Guillaume al II-lea.